# العقرب والضفدع

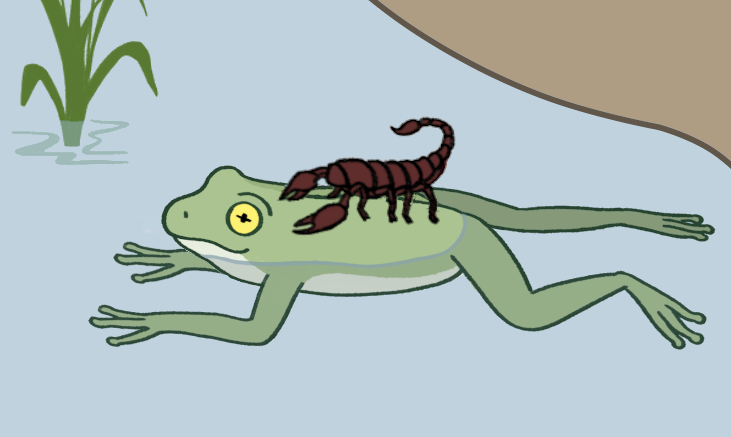

العقرب والضفدع (بالإنجليزية: The Scorpion and the Frog)‏ هي حكاية من عالم الحيوان، تعلم أن الأشخاص الأشرار غالبًا لا يستطيعون مقاومة إيذاء الآخرين حتى عندما لا يكون ذلك في مصلحتهم. يبدو أن هذه الحكاية ظهرت في روسيا في أوائل القرن العشرين، على الرغم من أنها كانت مستوحاة على الأرجح من المزيد من الخرافات القديمة.

## ملخص القصة
يطلب العقرب، الذي لا يستطيع السباحة، من الضفدع أن يحمله على ظهره عبر النهر. يتردد الضفدع خائفًا من أن يلدغه العقرب، لكن العقرب يجادل بأنه إذا فعل ذلك، فسوف يغرق كلاهما. يعتبر الضفدع هذه الحجة منطقية ويوافق على نقل العقرب، وفي منتصف الطريق عبر النهر، يلدغ العقرب الضفدع على أي حال، ويقضي عليهما. يسأل الضفدع المحتضر العقرب عن سبب لسعه على الرغم من معرفة النتيجة، فيجيب العقرب: «لم أستطع منع نفسي من هذا، إنه في طبيعتي».

## أصول القصة
اشتهرت القصة في العالم الناطق باللغة الإنجليزية بظهور فيلم السيد أركادين Mr. Arkadin" عام 1955. تم سردها في مناجاة كتبها جريجوري أركادين (لعب الدور أورسون ويلز Orson Welles) وهي بمثابة استعارة للعلاقة بين أركادين وبطل الرواية جاي فان ستراتن. ذكر ويلز في مقابلة صحفية، أن القصة روسية الأصل. ظهرت الحكاية في الرواية الروسية عام 1933 "الحي الألماني" للكاتب ليف نيتوبورغ. تظهر القصة أيضًا في رواية عام 1944 "صياد جبال الباميرز"  وهذا هو أول ظهور معروف للخرافة باللغة الإنجليزية، وهي ترجمة إنجليزية للرواية الروسية عام 1940 "جورا" التي كتبها جورجي توشكان، لكن القصة لم تظهر باللغة الروسية الأصلية.

## تفسير القصة
لا تذكر الحكاية صراحةً الأخلاق التي تحاول تعليمها للقارئ، وبالتالي تُترك للتفسير. التفسير الشائع هو أن الأشخاص ذوي الشخصيات الشريرة لا يمكنهم مقاومة إيذاء الآخرين، حتى عندما لا يكون ذلك في مصلحتهم. علق الكاتب الإيطالي جيانكارلو ليفراغي أنه في حين أن هناك الكثير من حكايات الحيوانات التي تحذر من الثقة في الأشرار، إلا أنه لا يوجد في أي من هذه الخرافات الأخرى «الشرير الانتحاري». يعتبر العقرب والضفدع فريدًا من نوعه في أن العقرب مدمر ذاتيًا بشكل غير منطقي ويدرك تمامًا ذلك.
بالنسبة للتحليل النفسي الفرويدي Psychoanalysis (حسب الدكتور سيجموند فرويد): «يبدو وكأنه رسم توضيحي كتابي عن دافع الموت، ألسنا جميعًا، على مستوى ما، عقارب تخرب نفسها بنفسها؟»، «تصبح رغبته مصيرًا قاتلًا بسبب مجموعة مؤسفة من العوامل الطارئة»، وهل يسعى الإنسان إلى تحقيق مصلحته أو تحقيق ذاته.  بالنسبة لعلم النفس الاجتماعي، قد تقدم الحكاية وجهة نظر تميل إلى الطبيعة البشرية لأنها تبدو رفض فكرة أن يتصرف الناس بعقلانية وفقًا للظروف. رأى عالم الاجتماع الفرنسي جان كلود باسيرون العقرب على أنه استعارة للسياسيين الميكافيليين الذين يخدعون أنفسهم بميلهم اللاواعي إلى تبرير خططهم السيئة التصور، وبالتالي يقودون أنفسهم وأتباعهم إلى الخراب. شعر أورسون ويلز أن افتقار العقرب للنفاق منحه سحرًا معينًا: «سأحب دائمًا الرجل الذي يعترف بأنه لقيط أو قاتل أو أي شيء تريده، ويقول لي:» لقد قتلت ثلاثة أشخاص«، على الفور يا أخي، لأنه صريح، وأعتقد أن الصراحة لا تبرر الجريمة، لكنها تجعلها شديدة الصراحة، فتعطيها الجاذبية».

## القصة تتكرر
منذ سرد الحكاية في فيلم السيد أركيدين، سُردت كعنصر أساسي في أفلام أخرى، مثل: «عمق الجلد Skin Deep 1989»، لعبة البكاء، قيادة، «كرنفال الشيطان The Devil's Carnival 2012»، بالإضافة إلى ذلك، ظهرت إشارات إلى الحكاية في المجلات الهزلية، والبرامج التلفزيونية، وفي المقالات الصحفية، والتي طبقها البعض على العلاقة بين الشركات الكبرى والحكومة وعلى السياسة، كما في حالة الشرق الأوسط والصراع العربي الإسرائيلي وفي إيران.

## وصلات خارجية
- قصة العقرب والضفدع
- قصة العقرب والضفدع
- قصة العقرب والضفدع
- قصة العقرب والضفدع